# Brás de Albuquerque

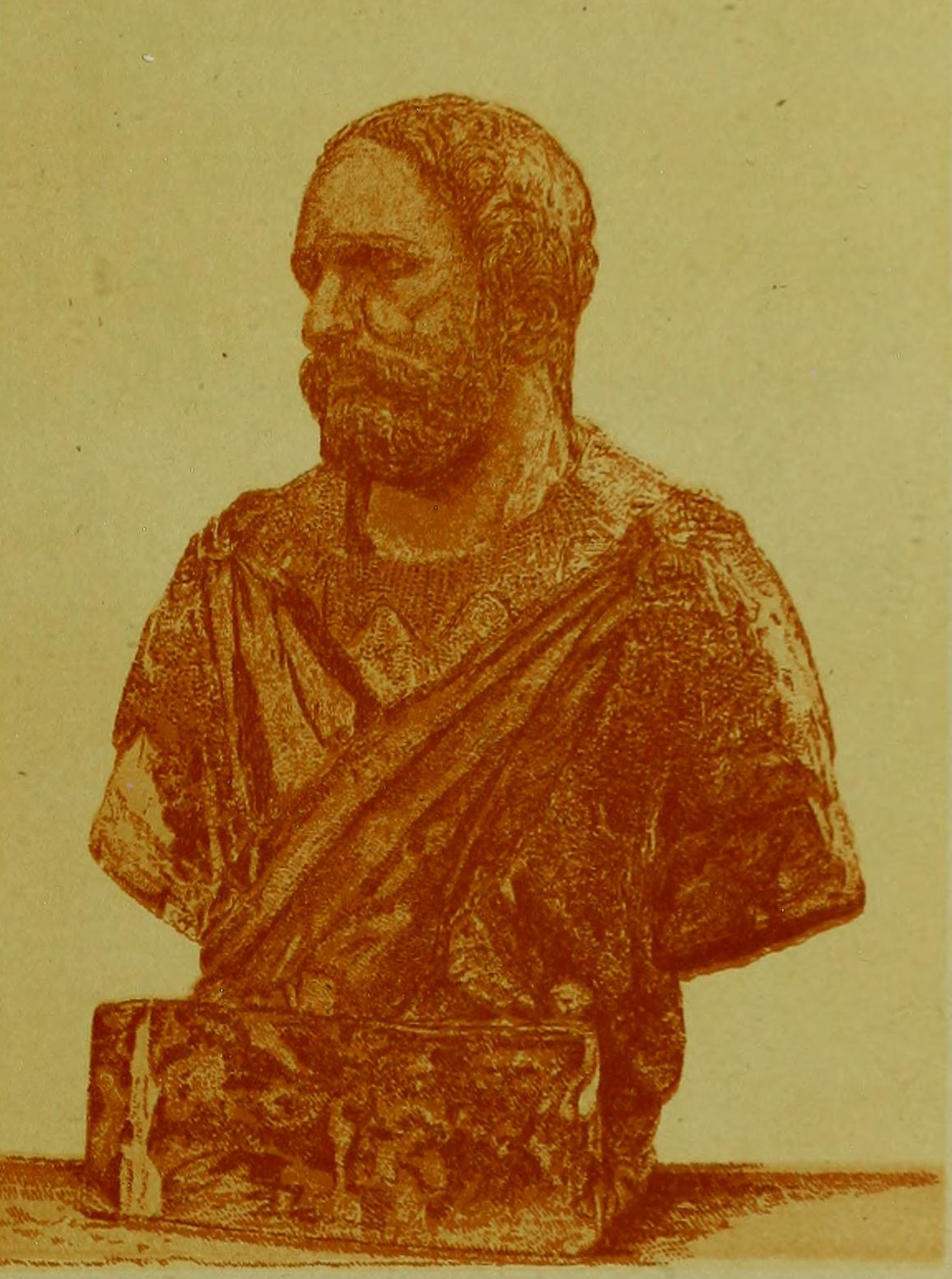
Ilustración de un busto de Brás de Albuquerque.

D. Afonso Brás de Albuquerque (Alhandra, c. 1501 - Lisboa, 1581) fue un escritor y humanista portugués, hijo primogénito de D. Afonso de Albuquerque.
Manuel I de Portugal, en memoria de su ilustre padre, al que consideraba incluso como amigo, le añadió el nombre de "Afonso". Fue educado por los monjes de Santo Elói, y adquirió una esmerada cultura humanista. Fue encargado de la Hacienda, miembro directivo de la Santa Casa de Misericórdia y Presidente del Senado de Lisboa. 
En 1521, con veinte años, se desplazó a Italia en la comitiva de Beatriz de Portugal. En 1557, publicó sus Comentários do Grande Afonso de Albuquerque, basándose en las cartas que le había enviado su padre durante su estancia en la India. El libro da una perspectiva sobria y profunda de la sociedad portuguesa en la India.
Le pertenecieron dos de los edificios más representativos del Renacimiento en Portugal: la Casa dos Bicos, en Lisboa, y la Quinta da Bacalhoa, en Azeitão. 
Falleció con ochenta años de edad, en Lisboa.